# Pitar arestus
Pitar arestus är en musselart som först beskrevs av Dall och Simpson 1901.  Pitar arestus ingår i släktet Pitar och familjen venusmusslor. Inga underarter finns listade i Catalogue of Life.